# Jezuïetenmissies van de Chiquitos

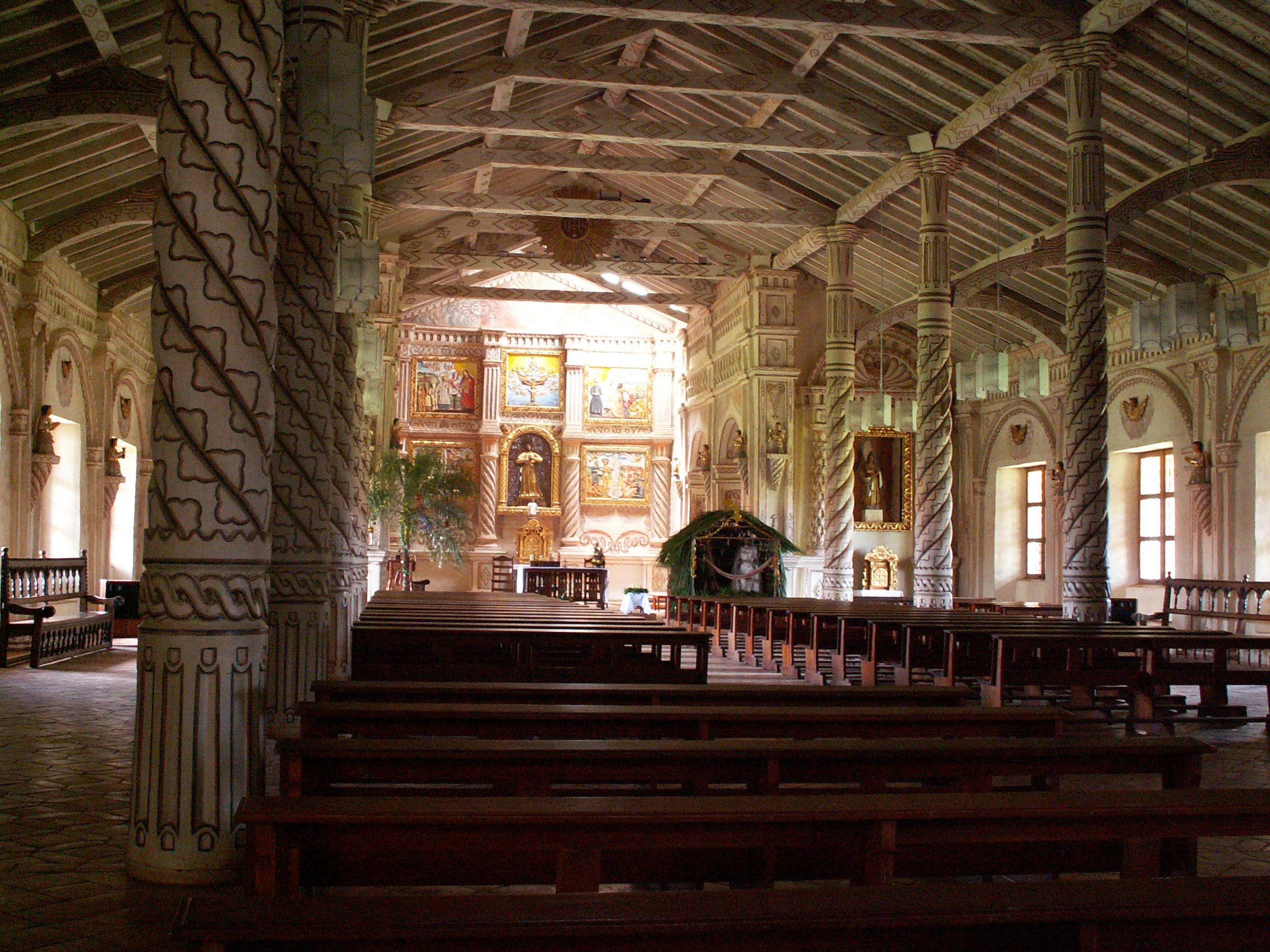
Interieur missiekerk van San Javier

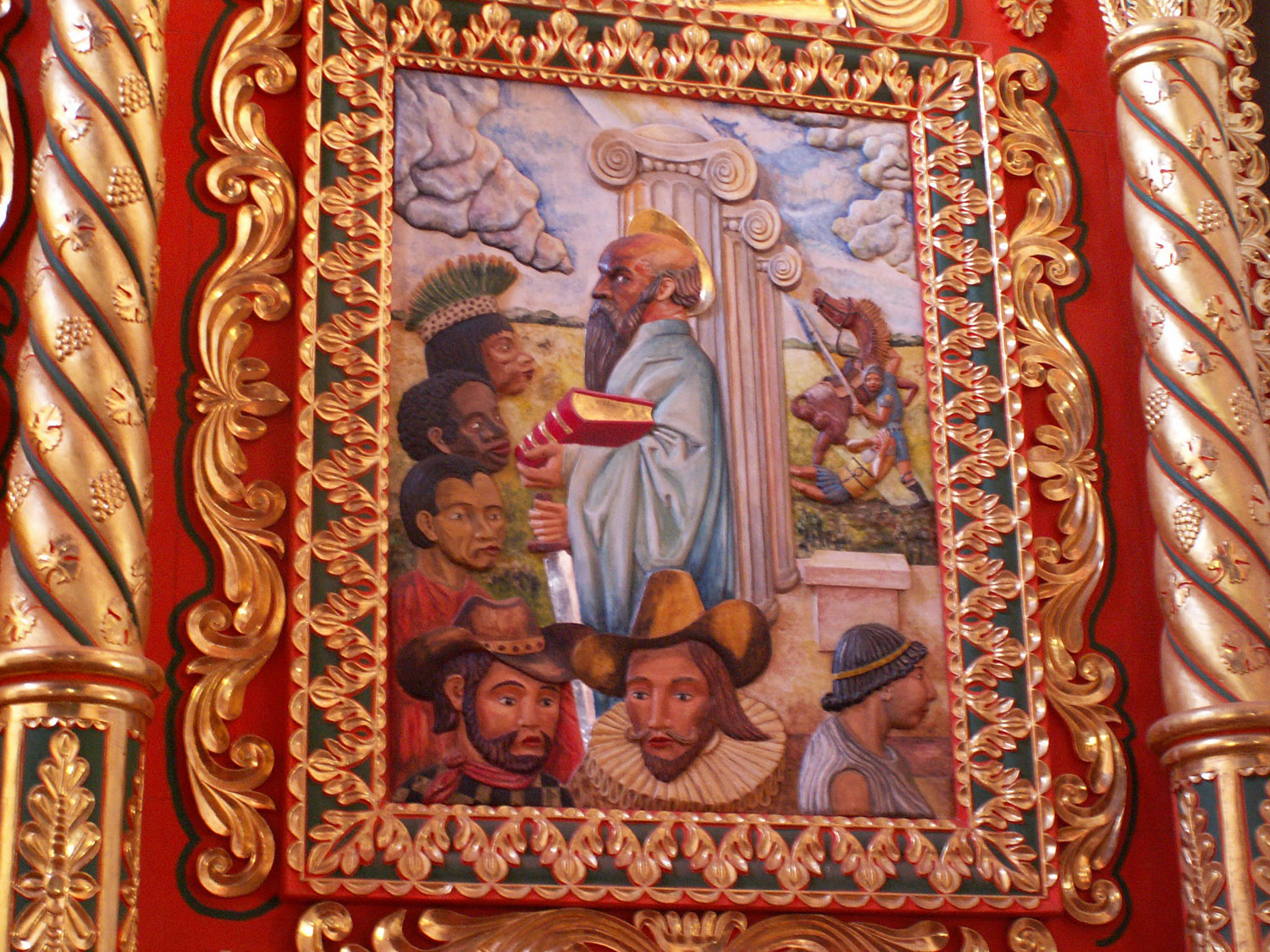
Retabel op het altaar van de missiekerk van Concepción

De Jezuïetenmissies van de Chiquitos bevinden zich in Bolivia in het oostelijke departement Santa Cruz, in de provincie Chiquitos. In 1990 ontvingen deze missie-posten de status van monument op de Werelderfgoedlijst van de UNESCO.
De missieposten bevinden zich in zes dorpen:
- San Francisco Javier
- Concepción
- Santa Ana
- San Miguel
- San Rafael
- San José de Chiquitos.

Rond de 17de eeuw trokken jezuïeten vanuit Paraguay het Boliviaanse achterland in. Daar brachten zij de indianen in zogenaamde reducties bijeen. Beïnvloed door de gedachtegoed van de Europese filosofen uit die tijd werd elke reductie een experiment om met de lokale indianen de 'ideale samenleving' op te richten. Dit ideaal kwam onder meer tot uiting in de architectuur. De jezuïeten leidden de gemeenschap en brachten de indianen het christendom. De indianen gaven voor dit ideaal hun nomadische bestaan op, maar zonder hun bestaande kennis te vergeten.
Op het moment dat de indianen overtuigd waren van hun nieuwe geloof, begon de bouw van een kerk in de missiepost. Deze kerken laten de interpretatie van het christendom door de indianen zien.
Andere jezuïetenmissies zijn de Jezuïetenmissies van de Guaraní.
De film 'The Mission' uit 1986 met Robert De Niro en Jeremy Irons geeft een subjectief en geromantiseerd beeld van het missiewerk van de jezuïeten in de 17e eeuw in Paraguay, vergelijkbaar met het werk in deze missie.